# Blixa Bargeld
Blixa Bargeld (nacido como Hans-Christian Emmerich; Berlín Occidental, Alemania; 12 de enero de 1959) es un compositor, músico, cantante, actor y performer, más conocido por su trabajo con los grupos Einstürzende Neubauten y Nick Cave and The Bad Seeds. También es un reconocido guitarrista por su especialidad en hacer sonar la guitarra con toda clase de objetos. También es famoso por su particular tono de voz que produce un chirrido muy agudo. 
En 1980 funda la banda de rock industrial Einstürzende Neubauten, siguiendo el movimiento musical dadaísta de la época llamado Die Geniale Dilletanten, el cual sigue vigente a día de hoy.
Desde el año 1984 hasta el 2003, trabaja como guitarrista y vocalista secundario en Nick Cave and The Bad Seeds, con los que aparece tocando en la película de Wim Wenders Der Himmel Über Berlin (1987).
En 1999 se comprometió dinero en efectivo para el largometraje estadounidense La Momia. En la película, hizo el "gruñido de momia" como parte del "diseño de sonido", por lo que es responsable de las expresiones de la momia (gritos, silbidos, etc.)
Desde la mitad de los 90, Bargeld ha hecho varias actuaciones con su Rede/Speech Performances trabajando con toda clase de implementos electrónicos junto al ingeniero de sonido de Einsturzende Boris Wilsdorf.
Su seudónimo es un homenaje al artista dadaísta Johannes Theodor Baargeld. El primer nombre proviene de una marca de bolígrafos de fibra.